# Петров, Василий Петрович (Герой Российской Федерации)
Васи́лий Петро́вич Петро́в (27 декабря 1912, дер. Мутовозово, Псковская губерния — 3 декабря 2002, Москва) — полковник ВВС СССР, участник Великой Отечественной войны, Герой Российской Федерации (1994). В годы Великой Отечественной войны командир 766-го штурмового Краснознаменного ордена Кутузова авиационного полка 211-й штурмовой Невельской ордена Ленина Краснознаменной ордена Суворова авиационной дивизии 3-й воздушной армии.

## Биография
Родился 27 декабря 1912 году в деревне Мутовозово (ныне — Пустошинского района Псковской области) в семье железнодорожного рабочего. Русский. Рано лишился отца.
- В конце 1920-х годов уехал в Ленинград, работал формовщиком-литейщиком завода «Большевик».
- В 1932 году был призван в Красную Армию, служил в 201-й авиационной бригаде в Витебске, где окончил школу младших специалистов и стал стрелком-радистом бомбардировщика Р-5. После увольнения в запас остался Витебске, поступил на работу. Без отрыва от производства окончил аэроклуб и летную школу Осоавиахима. Был направлен в Минский аэроклуб, где назначен командиром звена, затем — начальником лётной части.
- В 1941 году с началом Великой Отечественной войны назначен заместителем командира отдельной эскадрильи связи Западного фронта, куда вошли лётчики и самолёты Минского аэроклуба.
  - В октябре 1941 года вылетел в Вяземский котел, обнаружил там штаб 16-й армии и доставил за линию фронта её командующего К. К. Рокоссовского.
  - В конце 1941 года переведён в полк ночных бомбардировщиков на Р-5, совершил 17 боевых вылетов, прошёл переподготовку, освоил новый самолёт-штурмовик Ил-2.
  - Летом 1942 года назначен командиром эскадрильи 766-го штурмового авиаполка, в составе которого прошел до конца войны.
  - С октября 1943 года был штурманом полка.
  - В июле 1944 года назначен заместителем командира, а в октябре того же года — командиром полка.
  - К середине сентября 1944 г. представлен к званию Героя Советского Союза (но был награждён орденом Ленина), имея на боевом счету: 191 боевой вылет (из них 81 на штурмовике Ил-2), 21 уничтоженный танк, 203 автомашины, 3 паровоза, 21 железнодорожный вагон, 9 складов с боеприпасами и горючим, свыше тысячи уничтоженных солдат и офицеров противника. Всего во время войны воевал на Сталинградском, Воронежском, Калининском, 1-м Прибалтийском и 3-м Белорусском фронтах. Принимал участие в битвах за Москву и Сталинград, в битве на Курской дуге, в Белорусской и Восточно-Прусской наступательных операциях.
- После войны остался в армии. Был назначен помощником командира авиадивизии в Дальневосточном военном округе на острове Сахалин, позже — заместителем командира и командиром 159-й штурмовой авиадивизии.
- В 1954 году окончил Военно-воздушную академию, командовал 311-й штурмовой авиадивизией (Белорусский военный округ).
- В 1958 году уволен в запас в звании полковника.

Жил в Москве, где и скончался 3 декабря 2002 года, чуть более трёх недель не дожив до своего 90-летия.
Похоронен на Митинском кладбище Москвы (участок 159).

## Награды
Указом Президента Российской Федерации № 1192 от 21 ноября 1995 года за мужество и героизм, проявленные в борьбе с немецко-фашистскими захватчиками в Великой Отечественной войне 1941—1945 годов, полковнику авиации в отставке Петрову Василию Петровичу присвоено звание Героя Российской Федерации с вручением медали «Золотая звезда».
Награждён орденами Ленина, Отечественной войны 1-й степени, Александра Невского, 2 орденами Красной Звезды, медалями.